# Microbrochis hippocrepis
Microbrochis hippocrepis là một loài thực vật có mạch trong họ Dryopteridaceae. Loài này được (Jacq.) C. Presl miêu tả khoa học đầu tiên năm 1851.